# Chrysothamnus
Chrysothamnus là một chi thực vật có hoa trong họ Cúc (Asteraceae).

## Loài
Chi Chrysothamnus gồm các loài: